# Успенское (Пензенская область)
Успе́нское — село, Мокшанского района Пензенской области России. Административный центр Успенского сельсовета. Малая родина двух Героев Советского Союза: А. П. Ермакова (1904—1939) и А. М. Симанова (1918—1977).
На 1 января 2004 года — 150 хозяйств, 383 жителя.

## Название
Имело три названия: Успенское, Азясь, Рогожкино.
Последнее — по фамилии основателя Ивана Степановича Рагожкина.
Успенское — после постройки храма во имя Успения Пресвятой Богородицы.
Азясь — по реке, главенствующей географической доминанте.

## География
Село находится в северной части Пензенской области, в пределах Сурско-Мокшанской возвышенности, в лесостепной зоне, в верховьях реки Азясь, на расстоянии примерно 20 километров (по прямой) к юго-западу от рабочего посёлка Мокшан, административного центра района.

### Уличная сеть
- Ермакова;
- Заречная;
- Новая;
- Партизанская;
- Полевая;
- Садовая;

### Климат
Климат характеризуется как умеренно континентальный, с холодной продолжительной зимой и тёплым летом. Среднегодовая температура воздуха — 4,6 °C. Средняя температура воздуха самого тёплого месяца (июля) — 19 °C; самого холодного (января) — −13 °C. Безморозный период длится 150 дней. Продолжительность вегетационного периода — в среднем 144 дня. Среднегодовое количество атмосферных осадков варьируется от 480 до 500 мм, из которых большая часть выпадает в тёплый период. Снежный покров устанавливается в конце ноября и держится в течение 141 дня.

## История
Основано до 1710 года Иваном Степановичем Рагожкиным. В середине XIX века — волостной центр, при селе имелся винокуренный завод, 59 дворов, каменная церковь во имя Успения Божьей Матери (построена в 1809 году, обновлена в 1850 году), школа, лавка, в 1894 году — земское училище. С 1926 года — центр сельсовета.
В 2009 году в состав села включены посёлок Заречный и деревня Ивановка.

## Население
| 1782 | 1864  | 1897 | 1910 | 1926 | 1930  | 1939 |
| ---- | ----- | ---- | ---- | ---- | ----- | ---- |
| 836  | ↗1243 | ↘894 | ↗990 | ↘989 | ↗1064 | ↘658 |
| 1959 | 1979  | 1989 | 1996 | 2002 | 2010  |      |
| ↘520 | ↗613  | ↘512 | ↘438 | ↘372 | ↘341  |      |

## Известные земляки
- Ермаков, Андрей Павлович (1904—1939) — капитан, командир мотострелкового батальона, совершил подвиг в наступательных боях против японских войск в районе реки Халхин-Гол, погиб в бою, Герой Советского Союза (1939);
- Симанов, Александр Михайлович (1918—1977) — гвардии лейтенант, командир пулемётного взвода, отличился в боях за Днепр, Герой Советского Союза (1944).

## Инфраструктура
Личное подсобное хозяйство с зоной сельскохозяйственного использования, индивидуальная застройка усадебного типа.
Основа экономики — сельское хозяйство.
Школа имени Ермакова А. П. Успенский поселенческий культурно-досуговый центр. Отделение почтовой связи № 442367.

## Достопримечательности
Мемориал «Им общая слава России наградой солдатской была».
Храм Успения Божией Матери.

## Транспорт
Автобусное сообщение с райцентром.